# 五叶鸡爪茶
五叶鸡爪茶（学名：Rubus playfairianus）为蔷薇科悬钩子属的植物，是中国的特有植物。分布在中国大陆的贵州、陕西、湖北、四川等地，生长于海拔300米至1,700米的地区，多生长于溪边、生山坡路旁以及灌木丛中，目前尚未由人工引种栽培。

## 别名
五加皮（四川）普莱肥莓（经济植物手册）